# Alliansen (Norwegen)
Alliansen - Alternativ for Norge (Norw. „Die Allianz“) ist eine Kleinpartei in Norwegen. Sie wurde am 22. November 2016 gegründet. Hans Jørgen Lysglimt Johansen ist Parteivorsitzender und einziges Mitglied.
Alliansen ist eine nationalistische Partei, ihr Vorsitzender vertritt antisemitische, rassistische und homophobe Positionen. Zudem leugnet er öffentlich den Holocaust, was in Norwegen derzeit keinen eigenständigen Straftatbestand darstellt. Etablierte Parteien und die Ministerpräsidentin Erna Solberg bezeichnete er als Landesverräter, denen vor einem „Volksgericht“ der Prozess gemacht werden müsse.
Ein eigentliches Parteiprogramm existiert nicht. Die Kernforderung richtet sich darauf, die Mitgliedschaft Norwegens im Europäischen Wirtschaftsraum zu beenden. Die Partei will die aktuelle Asyl- und Einwanderungspolitik bekämpfen.
Zur Parlamentswahl in Norwegen 2017 trat Alliansen landesweit mit Kandidaten an und erzielte trotzdem nur einen Stimmenanteil von 0,1 Prozent.
Im April 2019 wurde bekannt, dass die Partei auf ihren Wahllisten Personen gegen ihren Willen aufgestellt hatte, was nach norwegischem Recht erlaubt ist. In Oslo etwa zogen sich 58 dieser Personen, so auch der norwegische Justizminister Jøran Kallmyr, zurück. Vier der bekannten Nominierten – die Komiker Johan Golden, Sturla Vik Pedersen, Espen Thoresen und Markus Gaupås Johansen – ließen sich jedoch nicht von der Liste streichen, sondern verkündeten stattdessen, Hans Jørgen Lysglimt Johansen absetzen zu wollen. Auf einer Pressekonferenz erklärten sie, dass die Partei von nun an den Holocaust nicht mehr abstreiten werde und für die EU-Mitgliedschaft Norwegens eintreten werde. Lysglimt Johansen entgegnete, dass es nicht möglich sei, ihn abzusetzen, da er das einzige Parteimitglied ist.